# Cục An ninh Ukraina
Cục An ninh Ukraina (tiếng Ukraina: Служба безпеки України; Sluzhba bezpeky Ukrayiny, viết tắt СБУ hoặc SBU), là cơ quan thực thi pháp luật của Ukraina và là cơ quan an ninh chính của chính phủ trong các hoạt động chống khủng bố và bạo loạn.
Cục được thành lập ngày 20/09/1991 và trụ sở Cục đặt tại Kiev.

## Nhiệm vụ
Cục An ninh Ukraina được trao quyền theo luật pháp, bảo vệ chủ quyền quốc gia, trật tự hiến pháp, toàn vẹn lãnh thổ, tiềm năng kinh tế, khoa học, kỹ thuật và quốc phòng của Ukraina, các quyền lợi hợp pháp của nhà nước và các quyền dân sự, từ hoạt động tình báo và lật đổ các dịch vụ đặc biệt của nước ngoài và từ sự can thiệp bất hợp pháp của các tổ chức, nhóm và cá nhân nhất định cũng như đảm bảo bảo vệ bí mật nhà nước .
Các nhiệm vụ khác bao gồm chống tội phạm gây nguy hiểm cho hòa bình và an ninh của nhân loại, khủng bố, tham nhũng và các hoạt động tội phạm có tổ chức trong lĩnh vực quản lý và kinh tế, cũng như các hành động bất hợp pháp khác đe dọa ngay đến các lợi ích thiết yếu của Ukraina.